# 铁营乡
铁营乡是中国山东省德州市乐陵市下辖的一个乡。

## 行政区划
铁营乡下辖大王庄村、赵滩子村、郑庙村、高文亭村、张蝎子村、王滩子村、桑坊村、洼杜村、辛庄村、张盘石村、桑庄村、国坊村、封桥村、唐家村、中张村、后张村、兴隆社区、铁营社区、闫集社区、六兴塬社区、四张社区、四和社区。